# Alfonso I av Este
Alfonso I av Este, hertig av Ferrara, född 21 juli 1476 i Subiaco i Kyrkostaten, död 31 oktober 1534 i Ferrara, var regerande hertig av Ferrara, Modena och Reggio mellan 1505 och 1534. Han var son till Ercole I av Este och gift med Anna Sforza och Lucrezia Borgia.
Ercole var en framstående diplomat och militär, och blev av påven Julius II utnämnd till kyrkans "gonfaloniere", och bekämpade efter bildandet av ligan i Cambrai 1508 med framgång venetianerna. Senare bröt han med påvestolen, då han ogillade dess antifranska politik. 
Efter fransmännens avtåg från Italien befann han sig i en farlig situation, till kejsar Karl V förmådde påven att erkänna Ercole som påvlig vasall i Ferrara.
Han var en viktig konstmecenat och blev bland annat porträtterad av Tizian.